# 1980-as magyar vívóbajnokság
Az 1980-as magyar vívóbajnokság a hetvenötödik magyar bajnokság volt. A férfi tőrbajnokságot június 4-én rendezték meg, a párbajtőrbajnokságot május 31-én, a kardbajnokságot június 5-én, a női tőrbajnokságot pedig június 1-jén, mindet Budapesten, a Nemzeti Sportcsarnokban.

## Eredmények
| Versenyszám          | Arany                       | Arany | Ezüst                 | Ezüst | Bronz                         | Bronz |
| -------------------- | --------------------------- | ----- | --------------------- | ----- | ----------------------------- | ----- |
| Férfi tőrvívás       | Balla Zoltán MTK-VM         |       | Kovács Gyula Vasas SC |       | Papp András Újpesti Dózsa     |       |
| Férfi párbajtőrvívás | Pethő László Újpesti Dózsa  |       | Pap Jenő BVSC         |       | dr. Osztrics István OSC       |       |
| Férfi kardvívás      | Gedővári Imre Újpesti Dózsa |       | Gerevich Pál BVSC     |       | Nagyházi Zoltán Újpesti Dózsa |       |
| Női tőrvívás         | Maros Magda BVSC            |       | Kovács Edit MTK-VM    |       | Barabás Piroska Újpesti Dózsa |       |